# Jörg Siebenhandl
Jörg Siebenhandl (* 18. Jänner 1990 in Wien) ist ein österreichischer Fußballtorwart.

## Karriere

### Verein
Siebenhandl spielte als Nachwuchstormann beim FK Austria Wien und Admira Wacker Mödling. Er wechselte anschließend nach Wiener Neustadt und spielte zuerst beim 1. Wiener Neustädter SC, bevor dessen Mannschaft von SC Magna Wiener Neustadt übernommen wurde und der Verein anschließend aufgelöst wurde. Siebenhandl wurde in den Kader von SC Magna Wiener Neustadt übernommen. Nach seiner Leihzeit bei SC Columbia Floridsdorf gab er am 25. Mai 2011 in der letzten Runde der Bundesligasaison 2010/11 sein Debüt gegen den SV Mattersburg. Das Spiel endete 1:1.
In der Saison 2011/12 wurde Siebenhandl zum Stammtorhüter und wurde prompt mit der Einberufung in die österreichische Fußballnationalmannschaft belohnt, kam in EM-Qualifikationsspielen gegen Aserbaidschan und Kasachstan aber nicht zum Einsatz. In derselben Saison wurde Siebenhandl auch zu Österreichs Torwart des Jahres gewählt. Nachdem er in der Saison 2012/13 weiterhin Stammtorwart war, kam er in der darauffolgenden Saison 2013/14 nur unregelmäßig zum Einsatz. Grund hierfür waren unterschiedliche Auffassungen zwischen Siebenhandl und seinem Trainer Heimo Pfeifenberger, in welche sportliche Richtung sich der Verein entwickeln sollte. Sein Vertrag bei den „Blau-Weißen“ wurde daraufhin nicht mehr verlängert, und Siebenhandl war ab Juni 2014 vereinslos.
Am 11. November 2014 wurde bekannt, dass Admira Wacker Mödling Siebenhandl mit sofortiger Wirkung bis Juni 2017 unter Vertrag genommen hat.
Im Juli 2016 wechselte er nach Deutschland zum Zweitligisten Würzburger Kickers, wo er einen bis Juni 2019 gültigen Vertrag erhielt.
Nach dem Abstieg der Kickers in die dritte Liga wechselte Siebenhandl zur Saison 2017/18 zurück nach Österreich zum Bundesligisten SK Sturm Graz, bei dem er einen bis Juni 2020 gültigen Vertrag erhielt. Im Mai 2020 verlängerte er seinen Vertrag bei den Steirern bis Juni 2023. Dieser wurde dann aber nicht mehr verlängert, womit er Sturm nach 177 Ligaeinsätzen und zwei Pokaltiteln nach der Saison 2022/23 verließ.
Daraufhin wechselte er zur Saison 2023/24 zum Ligakonkurrenten LASK, bei dem er einen bis Juni 2026 laufenden Vertrag erhielt. Beim LASK kam er als Ersatztormann hinter Tobias Lawal zu insgesamt elf Bundesligaeinsätzen. Im Jänner 2025 kehrte er zur mittlerweile zweitklassigen Admira zurück.

### Nationalmannschaft
In der U-21-Nationalmannschaft debütierte der Wiener am 10. November 2011 beim 0:2 gegen Bulgarien. Siebenhandl kam in fünf weiteren Partien für die U-21-Mannschaft zum Einsatz.
Nachdem er im Oktober 2011 und im November 2017 zunächst zwei Mal im Kader gestanden war, debütierte Siebenhandl im März 2018 in der A-Nationalmannschaft, als er in einem Testspiel gegen Luxemburg in der Startelf stand.

## Trivia
Am ersten Spieltag der Saison 2011/12 erzielte er nach einem weiten Abschlag nach 81 gesamten Sekunden das erste Tor der Bundesligasaison und legte damit den Grundstein zum 2:1-Sieg des SC Wiener Neustadt beim SV Mattersburg.
Sein um drei Jahre älterer Bruder Udo Siebenhandl hätte beinahe denselben Weg eingeschlagen, hat aber mittlerweile die Profi-Karriere aufgegeben und ist Sportlehrer sowie als Torhüter beim Regionalligisten SC Neusiedl am See tätig.

## Erfolge
- Österreichischer Cup-Sieger: 2018, 2023